# Философский пессимизм
Философский пессимизм — семейство философских взглядов, которые придают негативную ценность жизни или существованию. Философские пессимисты обычно утверждают, что в мире эмпирически преобладают страдания над удовольствиями, что существование онтологически или метафизически неблагоприятно для живых существ и что жизнь в корне бессмысленна или бесцельна. Философский пессимизм — это не единое последовательное движение, а скорее слабо связанная группа мыслителей со схожими идеями и внешним сходством друг с другом. Их реакции на условия жизни широко разнообразны и могут быть жизнеутверждающими. Философские пессимисты обычно не выступают за самоубийство как выход из затруднительного положения человека; многие выступают за принятие антинатализма, то есть отказа от продолжения рода.

## Дефиниции
Слово «пессимизм» происходит от латинского pessimus, что означает «худший».
Философы определяют эту позицию по-разному. В книге «Пессимизм: история и критика» Джеймс Сёлли описывает суть философского пессимизма как «отрицание счастья или утверждение присущего жизни несчастья». Байрон Симмонс пишет: «Пессимизм — это, грубо говоря, точка зрения, что жизнь не стоит того, чтобы её проживать». Фредерик К. Бейзер пишет: «Пессимизм — это тезис о том, что жизнь не стоит того, чтобы жить, что ничто лучше, чем быть, или что быть хуже, чем не быть». Согласно Полу Прескотту, существует мнение, что «плохое преобладает над хорошим». Ольга Плюмахер выделяет два фундаментальных утверждения философского пессимизма: «Сумма неудовольствия перевешивает сумму удовольствия» и «Следовательно, небытие мира было бы лучше, чем его бытие».
Игнасио Л. Мойя определяет пессимизм с помощью четырёх утверждений:
1. Сущность существования может быть познана (полностью или частично).
2. Из-за такой природы существования жизнь характеризуется потребностями, вожделениями и болью. Таким образом, страдание неизбежно.
3. Нет никаких окончательных причин, никакого космического плана или цели для страдания.
4. Небытие предпочтительнее существования.

## Принципы
Есть много способов прийти к пессимистическому выводу и много аргументов в поддержку этой точки зрения, но есть пара повторяющихся тем.
Жизнь не стоит того, чтобы жить — один из самых распространённых аргументов пессимистов заключается в том, что жизнь не стоит того, чтобы жить. Короче говоря, пессимисты рассматривают существование в целом как оказывающее пагубное воздействие на живые существа. Быть живым — значит оказаться в плохом положении.
Плохое преобладает над хорошим — как правило, плохое побеждает хорошее. Это можно понять двояко. Во-первых, можно привести доводы в пользу того, что — независимо от количества благ и зла — страдание не может быть компенсировано добром. Во-вторых, можно привести доводы в пользу преобладания плохих вещей над хорошими.
Небытие предпочтительнее существования — поскольку существование плохо, было бы лучше, если бы его не было. Этот момент можно понять одним из двух следующих способов. Во-первых, можно утверждать, что для любого отдельного существа было бы лучше, если бы они никогда не существовали. Во-вторых, различные пессимисты утверждали, что несуществование всего мира было бы лучше, чем его существование.

## Основные аргументы
Здесь кратко представлены наиболее распространённые аргументы в пользу принципов философского пессимизма.

### Жизнь содержит в себе нескомпенсированное зло
Одним из аргументов в пользу негативного взгляда на жизнь является признание того, что зло безусловно неприемлемо. Хорошая жизнь невозможна, если в ней присутствует зло. Этот ход мыслей основан на утверждении Шопенгауэра о том, что «в мире есть зло… даже если бы они находились в самом справедливом отношении друг к другу, на самом деле, даже если бы они были намного перевешены добром, тем не менее, это вещи, которые абсолютно никогда не должны существовать ни в каком виде» в «Мире как воля и представление». Идея здесь в том, что никакое добро никогда не сможет стереть пережитое зло, потому что оно другого качества или вида важности.
Шопенгауэр подробно останавливается на жизненно важном различии между добром и злом, говоря, что «в принципе не имеет смысла спорить о том, чего в мире больше — добра или зла: ибо само существование зла уже решает вопрос, поскольку оно никогда не может быть отменено никаким добром, которое могло бы существовать рядом или после него это, и поэтому не может быть уравновешено» и добавляя, что «даже если бы тысячи людей жили в счастье и восторге, это никогда не отменило бы тревогу и мучительную смерть одного человека; и моё нынешнее благополучие так же мало помогает избавиться от моих прежних страданий». 
Один из способов интерпретации этого аргумента — сосредоточиться на том, как одно может компенсировать другое. Блага могут компенсировать зло только тогда, когда они: а) происходят с одним и тем же субъектом и б) происходят в одно и то же время. Причина, по которой хорошее должно происходить с одним и тем же субъектом, заключается в том, что несчастный не может ощутить счастье радостного, следовательно, это не оказывает на него никакого воздействия. Причина, по которой хорошее должно произойти в одно и то же время, заключается в том, что будущая радость не действует в обратном направлении во времени, поэтому она никак не влияет на нынешнее состояние страдающего человека. Но эти условия не выполняются, и, следовательно, жизнь не стоит того, чтобы жить. Здесь не имеет значения, есть ли какие-либо подлинные положительные удовольствия, поскольку удовольствия и страдания эмпирически разделены, зло остаётся неоплаченным.
Другая интерпретация тезиса о негативности — о том, что добро носит исключительно негативный характер, — использует метафоры долга и его погашения, а также преступления и наказания. Здесь простое прекращение зла не считается погашением его, точно так же, как прекращение совершения преступления не равносильно заглаживанию его вины. Плохое может быть компенсировано только чем-то положительно хорошим, точно так же, как за преступление должно быть назначено какое-то наказание, или долг должен быть погашен чем-то ценным. Если добро просто устраняет зло, то оно не может компенсировать плохое, поскольку оно неподходящего рода — это не позитивная вещь, которая могла бы «погасить долг» плохого.

### Страдание необходимо для жизни из-за постоянного стремления
Артур Шопенгауэр приводит априорный аргумент в пользу пессимизма. Основой аргумента является признание того, что разумные организмы — животные — воплощены и занимают определённые ниши в окружающей среде. Они борются за своё самосохранение. Стремление удовлетворить потребности — это сущность всей органической жизни.
Шопенгауэр утверждает, что стремление — это сущность жизни. Всякое стремление, утверждает он, сопряжено со страданием. Он приходит к выводу, что страдание неизбежно и присуще существованию. Учитывая это, он говорит, что баланс хорошего и плохого в целом отрицательный. С этой точки зрения, жизнь — это катастрофа, счастье невозможно, а небытие предпочтительнее существования.
Есть несколько причин, по которым страдание является фундаментальным аспектом жизни:
- Удовлетворение неуловимо: организмы постоянно стремятся к различным вещам. Всякий раз, когда они удовлетворяют одно желание, они хотят чего-то другого, и стремление начинается заново.
- Счастье негативно: в то время как потребности приходят к нам, казалось бы, сами по себе, мы должны напрягаться, чтобы получить хоть какую-то радость. Более того, удовольствие — это всегда только удовлетворение — или устранение — определённого желания. Таким образом, это всего лишь негативный опыт, поскольку он временно устраняет стремление или потребность.
- Стремление — это страдание: до тех пор, пока стремление не удовлетворено, оно переживается как страдание.
- Скука — это страдание: отсутствие объекта желания переживается как дискомфортное состояние[14][17].

### Конечность человеческой жизни
Хулио Кабрера в своей книге «Дискомфорт и моральные препятствия» выдвигает аргумент в пользу структурной бесполезности человеческой жизни.
Конкретные (плохие) события предсказать невозможно. Но человеческая жизнь имеет некоторые структурные особенности, которые могут быть известны заранее. К ним относятся:
а) люди начинают «разлагаться», как только появляются на свет, и их жизнь может закончиться в любой момент.
б) убывающий характер бытия характеризуется тремя трениями: физической болью, разочарованием и агрессией со стороны других.
в) люди должны постоянно создавать позитивную ценность, чтобы защитить себя как от а), так и от б).
Эти структурные особенности составляют «конечность бытия».
Аргумент о структурном дискомфорте утверждает, что жизнь (имеющая признаки (а)-(в)) влечёт за собой дискомфорт, как физический, так и моральный. Далее, аргумент утверждает, что такая жизнь структурно не имеет ценности. Положительные ценности проявляются только в течение жизни, в условиях постоянной борьбы с терминалом, который даётся при рождении.

### Дуккха как признак существования
Постоянная неудовлетворённость — дуккха — является признаком всего разумного существования. Любое живое существо хочет того, чего у него нет, избегает того, что ему не нравится, и чувствует потерю того, чего оно лишилось. Все эти виды нитей (танха) являются источниками страданий, и они не являются внешними, а скорее врождёнными пороками (такими как жадность, похоть, зависть, потакание своим желаниям) всех живых существ. Более того, поскольку в буддизме одним из центральных понятий является освобождение или нирвана, это подчёркивает жалкий характер существования, поскольку не было бы необходимости прилагать такие огромные усилия, чтобы освободиться от простого «далеко не идеального состояния». Поскольку просветление является целью буддийских практик на Благородном восьмеричном пути, ценность самой жизни, с этой точки зрения, представляется сомнительной.

### Асимметрия между вредом и пользой
Дэвид Бенатар утверждает, что существует существенная разница между отсутствием/наличием вреда и пользы при сравнении ситуации, когда человек существует, с ситуацией, когда указанный человек никогда не существует. Отправной точкой аргумента является следующее не вызывающее возражений наблюдение:
1. Наличие боли — это плохо.
2. Наличие удовольствия — это хорошо.

Однако симметрия нарушается, когда мы рассматриваем отсутствие боли и удовольствия:
1. Отсутствие боли — это хорошо, даже если этим добром никто не наслаждается.
2. Отсутствие удовольствия не так уж плохо, если только нет кого-то, для кого это отсутствие является лишением.

Основываясь на вышеизложенном, Бенатар делает вывод, что
- отсутствие боли лучше в том случае, когда человека никогда не существует, чем наличие боли там, где человек действительно существует,
- отсутствие удовольствия не хуже в случае, когда человек никогда не существует, чем наличие удовольствия там, где человек действительно существует.

Короче говоря, отсутствие боли — это хорошо, в то время как отсутствие удовольствия — неплохо. Из этого следует, что не появление на свет имеет преимущества перед появлением на свет для того, на кого повлияло бы появление на свет. Это краеугольный камень его аргументации в пользу антинатализма — точки зрения, согласно которой возникновение — это плохо.

## Развитие пессимистической мысли
Пессимистические настроения можно найти во всех религиях и в трудах различных философов. Основные события в традиции начались с работ немецкого философа Артура Шопенгауэра, который первым дал объяснение, почему в мире так много страданий, и построил целостную философскую систему, в которой пессимизм играл главную роль.

### Древние времена
Одним из центральных положений буддизма, зародившегося в Древней Индии, является утверждение о том, что жизнь полна страданий и неудовлетворённости. Это известно как дуккха из Четырёх благородных истин.
В «Екклесиасте» из авраамических религий, зародившихся на Ближнем Востоке, автор сетует на бессмысленность человеческой жизни, рассматривает жизнь как нечто худшее, чем смерть, и выражает антинаталистические настроения по отношению к появлению на свет. Эти взгляды занимают центральное место в гностицизме, религиозном движении, происходящем из христианства, где тело рассматривается как разновидность «тюрьмы» для души, а мир — как разновидность ада.
Гегесий Киренский, живший в Древней Греции, утверждал, что прочное счастье не может быть достигнуто из-за постоянных телесных недугов и невозможности достижения всех наших целей.

## Пессимизм и другие философские темы

### Аборт
Несмотря на то, что пессимисты сходятся во мнении, что жизнь плоха, а некоторые пессимистически настроенные антинаталисты критикуют деторождение, их взгляды на аборты различаются.

#### Точка зрения сторонников смерти
Дэвид Бенатар придерживается позиции «за смерть» в отношении абортов. Он утверждает, что на ранних стадиях беременности, когда у плода ещё не развито сознание и у него нет морально значимых интересов, мы должны принять презумпцию против вынашивания плода до срока. Что требует оправдания, так это не сам акт аборта, а неспособность прервать плод (на ранних стадиях беременности). Бенатар не утверждает, что такие ранние аборты должны быть обязательными, а лишь то, что было бы предпочтительнее сделать аборт.

#### Точка зрения против абортов
Хулио Кабрера замечает, что аборт требует рассмотрения и принятия мер в отношении того, что уже существует. Он утверждает, что мы должны учитывать это в наших моральных рассуждениях, независимо от природы этого явления. Он приводит следующий аргумент против абортов:
1. С точки зрения негативной этики, неправильно устранять другого человека только ради нашей выгоды, следовательно, относиться к нему как к препятствию, которое необходимо устранить.
2. С моральной точки зрения хорошо действовать в пользу тех, кто не может защитить себя.
3. Плод — это нечто, что начинает заканчиваться с самого начала, и оно заканчивается как человеческое существо.
4. Человеческий зародыш — самое беспомощное существо.

Вывод: Следовательно, с точки зрения негативной этики, морально неправильно уничтожать (абортировать) человеческое существо.
Кабрера приводит несколько обоснований этого помещения:
1. Мы все ничего не стоим, поэтому никто не имеет большей ценности, чем кто-либо другой. Потенциальный виктимизатор ничем не лучше жертвы, поэтому у него нет оправдания для убийства[19].
2. Это всего лишь предположение на первый взгляд[19].
3. Было бы трудно установить, когда плод становится человеком, поэтому нам следует проявить осторожность и не делать аборт[19]. У плода есть потенциал стать рациональным агентом с сознанием, чувствами, предпочтениями, мыслями и т. д[19]. Мы можем концептуализировать человека не как набор свойств, а как существо, которое всегда находится в процессе самоконструирования, и зародыш является таким типом существа[19]. Зародыш появляется на свет с особым характером своего существования — оно разлагается, как человеческое существо[19]. Мы также должны обсудить статус тех, кто делает аборты, и женщин, которые делают аборты; не только статус плода[19].
4. Плод — самая беспомощная сторона в ситуации продолжения рода. Это не имеет абсолютно никакого отношения к обсуждению вопроса об аборте[19].

### Животные
Помимо затруднительного положения человека, многие философы-пессимисты также подчеркивают негативное качество жизни нечеловеческих животных, критикуя представление о природе как о «мудром и доброжелательном» создателе. В своей книге «Отрицание смерти», удостоенной Пулитцеровской премии 1973 года, Эрнест Беккер описывает это так:

Что нам делать с созданием, в котором рутинная деятельность организмов заключается в том, чтобы разрывать других на части зубами всех типов — кусать, перемалывать мякоть, стебли растений, кости между коренными зубами, жадно проталкивать мякоть в пищевод с наслаждением, встраивая её сущность в свою собственную организацию, а затем выделяется с отвратительным зловонием и выделяет газы в виде остатков. Каждый стремится привлечь к себе других, которые для него съедобны. Комары, раздувающиеся от крови, личинки, пчёлы-убийцы, атакующие с яростью и демонизмом, акулы, продолжающие рвать и глотать, в то время как вырываются их собственные внутренности — не говоря уже о ежедневном расчленении и резне при «естественных» авариях всех типов: землетрясение похоронило заживо 70 тысяч тел в Перу, только в США автомобили составляют пирамиду из более чем 50 тысяч единиц в год, приливная волна смывает в Индийский океан более четверти миллиона человек. Сотворение мира — это кошмарное зрелище, происходящее на планете, которая сотни миллионов лет была пропитана кровью всех её обитателей. Самый трезвый вывод, который мы могли бы сделать о том, что на самом деле происходило на планете в течение примерно трёх миллиардов лет, заключается в том, что она превращается в огромную яму с удобрениями. Но солнце отвлекает наше внимание, всегда высушивая кровь, заставляя что-то расти поверх неё, и своим теплом вселяя надежду, которая приходит вместе с комфортом и экспансивностью организма.

Можно сказать, что теория эволюции путём естественного отбора оправдывает определённую форму философского пессимизма, основанного на негативной оценке жизни животных в дикой природе. В 1887 году Чарльз Дарвин выразил чувство возмущения при мысли о том, что благосклонность Бога ограничена, заявив: «Ибо какая польза может быть в страданиях миллионов низших животных на протяжении почти бесконечного времени?». Защитник прав животных и философ-моралист Оскар Орта утверждает, что из-за эволюционных процессов страдание в природе не только неизбежно, но и на самом деле преобладает над счастьем. По мнению биолога-эволюциониста Ричарда Докинза, природа никоим образом не является доброжелательной. Он утверждает, что в биологических процессах на карту поставлено не что иное, как выживание последовательностей ДНК генов. Докинз также утверждает, что до тех пор, пока ДНК передаётся, не имеет значения, сколько страданий влечёт за собой такая передача, и что гены не заботятся о количестве страданий они вызывают, потому что ничто не влияет на них эмоционально. Другими словами, природа безразлична к несчастью, если только оно не оказывает влияния на выживание ДНК. Хотя Докинз явно не устанавливает преобладание страдания над благополучием, он считает несчастье «естественным состоянием» диких животных: 

Общее количество страданий в мире природы за год выходит за рамки всякого достойного размышления. В течение минуты, которая требуется мне, чтобы составить это предложение, тысячи животных съедаются заживо; другие спасаются бегством, скуля от страха; других медленно пожирают изнутри скрежещущие паразиты; тысячи всех видов умирают от голода, жажды и болезней. Так и должно быть. Если когда-нибудь наступит время изобилия, сам этот факт автоматически приведёт к увеличению численности населения до тех пор, пока не восстановится естественное состояние голода и нищеты. <…> Во вселенной слепых физических сил и генетической репликации некоторым людям будет больно, другим повезёт, и вы не найдете в этом ни рифмы, ни причины, ни какой-либо справедливости. Вселенная, которую мы наблюдаем, обладает именно теми свойствами, которых мы должны ожидать, если в основе её нет ни замысла, ни цели, ни зла, ни добра, ничего, кроме слепого, безжалостного безразличия.

### Антинатализм и продолжение рода
Забота о тех, кто придёт в этот мир, присутствовала на протяжении всей истории пессимизма. Примечательно, что Артур Шопенгауэр спросил:

Нужно попытаться представить, что акт деторождения не был ни потребностью, ни сопровождался сексуальным удовольствием, а был вопросом чистого, рационального размышления; могла ли человеческая раса вообще продолжать существовать? Не будет ли у каждого, напротив, столько сострадания к грядущему поколению, что он предпочёл бы избавить его от бремени существования или, по крайней мере, отказаться от того, чтобы хладнокровно навязывать его им?

Шопенгауэр также сравнивает жизнь с долгом, который накапливается из-за неотложных потребностей и мучительных желаний. Мы живём, «выплачивая проценты» по этому долгу, постоянно удовлетворяя жизненные желания. Мы берём на себя весь долг за продолжение рода, когда появляемся на свет.

### Смерть
Для Артура Шопенгауэра каждое действие (приём пищи, сон, дыхание и т. д.) было борьбой со смертью, но в конце концов смерть побеждала. Поскольку другие животные также боятся смерти, страх смерти не рационален, а больше похож на инстинкт или побуждение. Он называл это волей к жизни. Но, в конце концов, смерть растворяет личность, а вместе с ней и все страхи, боль и желания. Шопенгауэр рассматривает смерть как «прекрасную возможность больше не быть собой». Однако наша внутренняя сущность не разрушается, поскольку мы являемся проявлением вселенской воли.
Дэвид Бенатар негативно относится не только к появлению на свет, но и к прекращению существования. Даже несмотря на то, что появление на свет причиняет нам вред, раз уж мы существуем, у нас есть интерес в продолжении существования. У нас есть планы на будущее. Мы хотим достичь наших целей. Возможно, в будущем появятся какие-то товары, от которых мы могли бы извлечь выгоду, если продолжим существовать. Мы хотим существовать в будущем. Смерть уничтожает нас, в некотором смысле лишая нас нашего будущего и возможности реализовать наши планы.

### Самоубийство
Артур Шопенгауэр отвергает различные возражения против самоубийства, вытекающие из религии, а также те, которые основаны на обвинениях в трусости или безумии человека, заканчивающего свою жизнь. Скорее, мы должны быть сострадательны к самоубийце, мы должны понимать, что кто-то, возможно, не в состоянии вынести страдания в своей собственной жизни. Собственная жизнь — это то, на что каждый имеет неоспоримое право. Но он не рассматривает самоубийство как какое-либо решение жизненных страданий. Его неприятие самоубийства коренится в его метафизической системе. Шопенгауэр фокусируется на природе человека — на том, что им управляет воля к жизни. Это означает, что мы находимся в бесконечном цикле стремления достичь своих целей, чувства неудовлетворённости, скуки и снова желания чего-то другого. Поскольку воля к жизни — это наша внутренняя природа, источником страданий являемся мы сами, а не мир или какие-то вещи в мире. Лишать себя жизни — ошибка, потому что человек всё ещё хотел бы жить, но просто в лучших условиях. Человек, совершающий самоубийство, всё ещё желает благ в жизни — «человек, совершающий самоубийство, перестаёт жить именно потому, что он не может перестать желать». Источником страданий человека является не жизнь, а воля к жизни (природа непрестанного стремления). Ошибка заключается в уничтожении индивидуальной жизни, а не воли к жизни. Воля к жизни не может быть сведена на нет прекращением чьей-либо жизни, так что это не решение проблемы человеческого существования.
Дэвид Бенатар отвергает различные возражения против самоубийства (нарушение неприкосновенности человеческой жизни, нарушение права человека на жизнь, противоестественность, трусливый поступок) как неубедительные. Единственные важные соображения — это соображения людей, перед которыми у нас есть какие-то особые обязательства, например, членов нашей семьи. В целом, для Бенатара вопрос о самоубийстве — это скорее вопрос борьбы с неразрешимыми жизненными невзгодами, а не моральная проблема. Следовательно, он утверждает, что в определённых ситуациях самоубийство не только оправдано, но и является рациональным способом действий. Кроме того, Бенатар перечисляет различные виды вреда, которому мы подвергаемся в нашей жизни: скука, голод, болезни, отсутствие смысла жизни, неспособность достичь каких-то целей, старение и т. д. Вдобавок ко всему, он указывает на асимметрию переживаний боли и удовольствия — боль длится дольше и может быть хронической, в то время как удовольствие обычно непродолжительно, и боль почти всегда намного сильнее удовольствия. Бенатар утверждает, что из-за различных когнитивных предубеждений мы переоцениваем, насколько хороша наша жизнь на самом деле. Однако этот эмпирический аргумент в пользу плохого качества человеческой жизни не приводит Бенатара к утверждению, что смерть, как правило, предпочтительнее продолжения жизни. Но это создаёт контекст для случаев, когда дальнейшее существование было бы хуже смерти, поскольку даёт понять, что самоубийство оправдано в большем разнообразии ситуаций, чем мы обычно допускаем. Ситуация каждого человека индивидуальна, и вопрос о рациональности самоубийства должен рассматриваться с точки зрения человека, который борется с жизнью, исходя из трудностей этого человека и перспектив на будущее.
Дживун Хван утверждал, что гедонистическая интерпретация аксиологической асимметрии вреда и пользы Дэвида Бенатара влечёт за собой промортализм — точку зрения, согласно которой всегда предпочтительнее прекратить существование, чем продолжать жить. Хван утверждает, что отсутствие удовольствия не является плохим в следующих случаях: для того, кто никогда не существовал, для того, кто существует, и для того, кто перестал существовать. Под «плохим» мы подразумеваем, что это не хуже, чем наличие удовольствия для того, кто существует. Это согласуется с утверждением Бенатара о том, что наличие удовольствия для существующего человека не является преимуществом по сравнению с отсутствием удовольствия для никогда не существовавшего, и наоборот.

## Ответы на зло существования
Пессимисты и другие философы придумали множество способов борьбы со страданиями и невзгодами жизни.

### Отсутствие продолжения рода и вымирание

#### Антропоцентрический антинатализм
Некоторые пессимисты, в первую очередь Петер Вессель Цапффе и Дэвид Бенатар, рекомендуют воздержание от продолжения рода как лучший ответ на жизненные невзгоды. Человек может сделать так много только для того, чтобы обезопасить себя от страданий или помочь нуждающимся другим. Они утверждают, что лучший способ действий — не приводить других в мир, где дискомфорт гарантирован.
Они также предполагают сценарий, при котором человечество решает не продолжать своё существование, а вместо этого выбирает путь поэтапного вымирания. Последовавшее за этим вымирание человеческого вида было бы не прискорбным, а благим событием. Они заходят так далеко, что предписывают отказ от продолжения рода как морально правильный — или даже обязательный — образ действий. Цапффе подтверждает эту позицию словами титульного «Последнего мессии»: «Познайте самих себя — будьте бесплодны, и пусть земля замолчит после вас».

#### Антинатализм дикой природы
Антинатализм может быть распространён и на животных. Бенатар чётко отмечает, что его «аргумент применим не только к людям, но и ко всем другим разумным существам» и что «появление на свет вредит всем разумным существам». Он подкрепляет свою точку зрения, обсуждая вымирание, говоря: «Учитывая все обстоятельства, было бы лучше, если бы не было больше людей (и действительно, больше никакой сознательной жизни)». 
Можно утверждать, что, поскольку у нас есть первостепенное обязательство помогать нуждающимся людям, а предотвращение появления людей в будущем — это помощь им, и нет никаких оправданий для худшего обращения с животными, у нас есть аналогичное обязательство по отношению к животным, живущим в дикой природе. То есть мы также должны помочь облегчить их страдания и принять определённые меры, чтобы предотвратить их появление на свет — позиция, которая была бы названа «антинатализмом дикой природы»

### Самоубийство
Некоторые пессимисты, в том числе Дэвид Бенатар и Хулио Кабрера, утверждают, что в некоторых экстремальных ситуациях, таких как сильная боль, террор, рабство, у людей есть моральные основания покончить с собой. Хотя это не разрешит затруднительное положение человека, это может, по крайней мере, остановить дальнейшие страдания или моральную деградацию данного человека. Более того, Кабрера говорит, что умирать обычно неприятно и не достойно, поэтому самоубийство — единственный способ выбрать способ умереть; он пишет: «Если вы хотите умереть хорошо, вы должны быть художником своей собственной смерти; никто не сможет заменить тебя в этом».

### Коллективный конец всей жизни
Эдуард фон Гартман был противником всех индивидуалистических форм устранения страдания, известных в буддизме и философии Шопенгауэра, поскольку они оставляют проблему страдания всё ещё актуальной для других. Вместо этого он предпочёл коллективное решение. Он верил, что жизнь развивается в направлении большей рациональности, кульминацией которой является человечество. Он думал, что по мере того, как люди будут становиться более образованными и разумными, они будут видеть сквозь различные иллюзии борьбы со страданиями и в конце концов поймут, что проблема заключается в самом существовании. Тогда человечество в целом решило бы, что единственный способ покончить с жизненными страданиями — это покончить с самой жизнью. Это произошло бы в будущем, когда люди продвинулись бы технологически до такой степени, что смогли бы уничтожить всю природу. Для фон Гартмана это было бы окончательным отрицанием Воли Разумом.

## Критика
Ольга Плюмахер критикует систему Шопенгауэра по целому ряду пунктов. Согласно Шопенгауэру, отдельная личность сама по себе является проявлением Воли. Но если это так, то отрицание завещания также является иллюзией, поскольку, если бы оно было подлинным, это привело бы к концу света. Более того, она замечает, что для Шопенгауэра несуществование мира предпочтительнее его существования. Однако это не абсолютное утверждение (то есть в нём говорится, что мир самый худший), а сравнительное утверждение (то есть в нём говорится, что он хуже, чем что-то другое).
Кен Коутс критикует упущение Шопенгауэром важного способа отрицания воли к жизни вместе со всеми страданиями, которые она влечёт за собой. В своих предложениях о том, как можно было бы приостановить постоянное стремление, Шопенгауэр фокусируется только на зрелых индивидуумах, которые, скорее всего, уже размножились, то есть выразили волю к жизни в полной мере и уже увековечили страдания в будущих поколениях. Волю к жизни можно сдержать, отказавшись передавать её дальше. В то же время страдания можно предотвратить, не приводя в этот мир будущие поколения.

## Влияние за пределами философии

### Сериалы и кино
Персонаж Раста Коула в первом сезоне телесериала «Настоящий детектив» известен тем, что выражает философски-пессимистическое мировоззрение; создатель сериала при создании персонажа вдохновлялся работами Томаса Лиготти (сборником эссе «Заговор против человеческой расы»), Эмиля Чорана, Юджина Такера и Дэвида Бенатара.

### Основная литература

#### Книги
- Benatar, David (2017). The Human Predicament: A Candid Guide to Life’s Biggest Questions. Oxford University Press ISBN 978-0-19-063381-3
- Cabrera, Julio (2019). Discomfort and Moral Impediment: The Human Situation, Radical Bioethics and Procreation. Cambridge Scholars Publishing ISBN 978-1-5275-1803-2
- Cioran, Emil (2012/1949). A Short History of Decay. Arcade Publishing ISBN 978-1611457360
- Leopardi, Giacomo (1882/1827). Essays and Dialogues.
- Mainländer, Philipp (1876). Die Philosophie der Erlösung.. Berlin: Verlag von Theobald Grieben
- Schopenhauer, Arthur (2010/1818). The World as Will and Representation, Volume 1. Cambridge University Press ISBN 978-0-521-87184-6
- Schopenhauer, Arthur (2018/1844). The World as Will and Representation, Volume 2. Cambridge University Press ISBN 978-0-521-87034-4
- von Hartmann, Eduard (2014/1884). Philosophy of the Unconscious: Speculative Results According to the Inductive Method of Physical Science. Routledge ISBN 978-0-415-61386-6

#### Эссе
- Zapffe, Peter Wessel, The Last Messiah, translated by Tangenes, Gisle R., Philosophy Now

#### Научные труды
- Contestabile, Bruno (2016). The Denial of the World from an Impartial View. Contemporary Buddhism. 17: 49–61. doi:10.1080/14639947.2015.1104003. S2CID 148168698. Penultimate draft
- Prescott, Paul (2012). What Pessimism Is. Journal of Philosophical Research. 37: 337–356. doi:10.5840/jpr20123716.

### Вспомогательная литература

#### Книги
- Beiser, Frederick C. (2016). Weltschmerz: Pessimism in German Philosophy, 1860—1900. Oxford: Oxford University Press ISBN 978-0-19-876871-5
- Coates, Ken (2014). Anti-Natalism: Rejectionist Philosophy from Buddhism to Benatar. First Edition Design Publishing ISBN 978-1-62287-570-2
- Dienstag, Joshua Foa (2006). Pessimism: Philosophy, Ethic, Spirit. Princeton University Press ISBN 0-691-12552-X
- Feltham, Colin (2016). Depressive Realism: Interdisciplinary Perspectives. Routledge ISBN 978-1-317-58482-7
- Ligotti, Thomas (2011). The Conspiracy Against the Human Race: A Contrivance of Horror. Hippocampus Press ISBN 978-0-9844802-7-2
- Saltus, Edgar (2022/1885). The Philosophy of Disenchantment. Legare Street Press ISBN 978-1016394321
- Segev, Mor (2022). The Value of the World and of Oneself: Philosophical Optimism and Pessimism from Aristotle to Modernity. Oxford: Oxford University Press ISBN 978-0-197-63407-3
- Sully, James (2022/1877). Pessimism: A History and a Criticism. Legare Street Press ISBN 978-1015919389
- Tsanoff, Radoslav A. (1931). The Nature of Evil. New York: The MacMillan Company
- van der Lugt, Mara (2021). Dark Matters: Pessimism and the Problem of Suffering. Princeton University Press ISBN 978-0-691-20662-2

#### Главы книги
- Simmons, Byron. Schopenhauer's Pessimism // The Schopenhauerian Mind. — London : Routledge, 2024. — ISBN 9780367501532.

#### Научные труды
- Hassan, Patrick (2021). Individual vs. World in Schopenhauer's Pessimism. The Southern Journal of Philosophy. 59 (2): 122–152. doi:10.1111/sjp.12401. S2CID 234303325.
- Hassan, Patrick (2021). Striving as Suffering: Schopenhauer's A Priori Argument for Pessimism. Philosophia. 49 (4): 1487–1505. doi:10.1007/s11406-020-00316-0. S2CID 234157970.
- Janaway, Christopher (2022). Worse than the best possible pessimism? Olga Plümacher's critique of Schopenhauer. British Journal for the History of Philosophy. 30 (2): 211–230. doi:10.1080/09608788.2021.1881441. S2CID 233897050.
- Simmons, Byron (2021). A thousand pleasures are not worth a single pain: The compensation argument for Schopenhauer's pessimism. European Journal of Philosophy. 29 (1): 120–136. doi:10.1111/ejop.12561. S2CID 225685721.